# Sportverein Röchling Völklingen 06 1975-1976
Questa voce raccoglie le informazioni riguardanti lo Sportverein Röchling Völklingen 06 nelle competizioni ufficiali della stagione 1975-1976.

## Stagione
Nella stagione 1975-1976 il Röchling Völklingen, allenato da Herbert Binkert, concluse il campionato di 2. Bundesliga al 6º posto. In Coppa di Germania il Röchling Völklingen fu eliminato ai quarti di finale dal Hertha Berlino.

## Rosa
| N. |                     | Ruolo | Calciatore         |
| -- | ------------------- | ----- | ------------------ |
|    | Germania (bandiera) | P     | Klaus Bedomsky     |
|    | Germania (bandiera) | P     | Wolfgang Getrost   |
|    | Germania (bandiera) | P     | Jürgen Stars       |
|    | Germania (bandiera) | D     | Klaus Hommrich     |
|    | Germania (bandiera) | D     | Hans-Werner Kremer |
|    | Germania (bandiera) | D     | Roland Latz        |
|    | Germania (bandiera) | D     | Werner Martin      |
|    | Germania (bandiera) | D     | Gerd Paulus        |
|    | Germania (bandiera) | C     | Jürgen Janz        |
|    | Germania (bandiera) | C     | Marian Ossadnik    |
|    | Germania (bandiera) | C     | Peter Piroth       |

| N. |                     | Ruolo | Calciatore          |
| -- | ------------------- | ----- | ------------------- |
|    | Germania (bandiera) | C     | Ralf Schmitt        |
|    | Germania (bandiera) | C     | Walter Spohr        |
|    | Germania (bandiera) | C     | Raimund Theobald    |
|    | Germania (bandiera) | C     | Gerd Werthmüller    |
|    | Germania (bandiera) | A     | Karl-Heinz Granitza |
|    | Germania (bandiera) | A     | Horst Schauß        |
|    | Germania (bandiera) | A     | Paul Scheermann     |
|    | Germania (bandiera) | A     | Helmut Schuchmann   |
|    | Germania (bandiera) | A     | Gerd Warken         |
|    | Germania (bandiera) | A     | Gerhard Weber       |

## Organigramma societario
Area tecnica
- Allenatore: Herbert Binkert
- Allenatore in seconda: Horst Berg
- Preparatore dei portieri:
- Preparatori atletici:

## Calciomercato

### Sessione estiva
| Acquisti | Acquisti            | Acquisti             | Acquisti |
| R.       | Nome                | da                   | Modalità |
| -------- | ------------------- | -------------------- | -------- |
| A        | Karl-Heinz Granitza | Gütersloh            |          |
| A        | Horst Schauß        | Borussia Neunkirchen |          |
| A        | Paul Scheermann     | RW Oberhausen        |          |

| Cessioni | Cessioni        | Cessioni | Cessioni |
| R.       | Nome            | a        | Modalità |
| -------- | --------------- | -------- | -------- |
| A        | Gilbert Dussier | Nancy    |          |

### Sessione invernale
| Acquisti | Acquisti | Acquisti | Acquisti |
| R.       | Nome     | da       | Modalità |
| -------- | -------- | -------- | -------- |

| Cessioni | Cessioni | Cessioni | Cessioni |
| R.       | Nome     | a        | Modalità |
| -------- | -------- | -------- | -------- |

## Risultati

### 2. Bundesliga

#### Girone di andata
| Arbitro: | Kettenbach |

|                          |           |           |
| Granitza 67’ (rig.), 90’ | Marcatori | 50’ Grimm |

| Arbitro: | Riegg |

|             |           |                          |
| Schroff 53’ | Marcatori | 28’, 55’ (rig.) Granitza |

| Arbitro: | Hellwig |

|            |           |  |
| Achatz 28’ | Marcatori |  |

| Arbitro: | Kuhn |

|                         |           |          |
| Martin 87’ Granitza 89’ | Marcatori | 39’ Lenz |

| Arbitro: | Dölfel |

|           |           |                                         |
| Adler 32’ | Marcatori | 16’, 71’ Spohr 30’ Schmitt 88’ Granitza |

| Arbitro: | Dahler |

|                       |           |           |
| Paulus 46’ Warken 55’ | Marcatori | 66’ Weiss |

| Arbitro: | Stegner |

|                                    |           |                                         |
| Seubert 14’ Emmerich 22’ Pöhnl 65’ | Marcatori | 45’ Schmitt 53’, 67’ Granitza 60’ Spohr |

| Arbitro: | Quindeau |

|                                               |           |  |
| Spohr 3’ Warken 51’ Granitza 55’ Hommrich 67’ | Marcatori |  |

| Arbitro: | Huster |

|                  |           |  |
| Wilhelm 17’, 53’ | Marcatori |  |

| Arbitro: | Hontheim |

|                                                 |           |                         |
| Scheermann 15’ Janz 23’ Warken 58’ Granitza 88’ | Marcatori | 67’ Walitza 89’ Nüssing |

| Arbitro: | Riegg |

|                           |           |                        |
| Hoeneß 36’ Brenninger 54’ | Marcatori | 60’ Spohr 76’ Granitza |

| Völklingen 26 ottobre 1975 12ª giornata | Röchling Völklingen | 0 – 0 referto | Saarbrücken | Hermann-Neuberger-Stadion (15 000 spett.)\| Arbitro: \| Messmer \| |
| Arbitro:                                | Messmer             |               |             |                                                                    |

| Arbitro: | Scheffner |

|                                                          |           |                            |
| Beichle 11’, 38’, 81’ Michl 36’ Weinkauff 78’ Seiler 79’ | Marcatori | 44’ Werthmüller 48’ Warken |

| Arbitro: | Dahler |

|            |           |         |
| Piroth 58’ | Marcatori | 7’ Ruhs |

| Arbitro: | Möckel |

|  |           |           |
|  | Marcatori | 72’ Spohr |

| Völklingen 23 novembre 1975 16ª giornata | Röchling Völklingen | 0 – 0 referto | Monaco 1860 | Hermann-Neuberger-Stadion (5 000 spett.)\| Arbitro: \| Nickel \| |
| Arbitro:                                 | Nickel              |               |             |                                                                  |

| Arbitro: | Kammann |

|                        |           |  |
| Jörg 83’ Cajkovski 88’ | Marcatori |  |

| Arbitro: | Quindeau |

|                         |           |                                             |
| Granitza 55’ Martin 70’ | Marcatori | 6’, 46’ Hohenwarter 80’ Scheller 90’ Nickel |

| Arbitro: | Aldinger |

|                                           |           |              |
| Sichmann 77’ Lucas 78’ (rig.) Größler 83’ | Marcatori | 68’ Granitza |

#### Girone di ritorno
| Arbitro: | Eichhorn |

|                            |           |  |
| Unger 67’ Hofmann 81’, 82’ | Marcatori |  |

| Arbitro: | Föckler |

|                                |           |  |
| Granitza 21’, 41’ Hommrich 76’ | Marcatori |  |

| Arbitro: | Kuhn |

|              |           |                               |
| Granitza 16’ | Marcatori | 10’ Lippert 23’ Wolf 75’ Zapf |

| Arbitro: | Walz |

|                  |           |           |
| Petersen 1’, 72’ | Marcatori | 57’ Spohr |

| Arbitro: | Dellwing |

|            |           |  |
| Schauß 19’ | Marcatori |  |

| Arbitro: | Fleischer |

|                                    |           |            |
| Weiss 25’ Lindemann 50’ Wagner 72’ | Marcatori | 37’ Schauß |

| Arbitro: | Niebergall |

|                                 |           |  |
| Theobald 56’ Spohr 62’ Latz 87’ | Marcatori |  |

| Arbitro: | Möckel |

|           |           |                              |
| Düren 47’ | Marcatori | 62’, 87’ Granitza 66’ Schauß |

| Arbitro: | Kalenborn |

|            |           |  |
| Schauß 35’ | Marcatori |  |

| Arbitro: | Ferro |

|                                    |           |                  |
| Walitza 80’ (rig.) Janz 87’ (aut.) | Marcatori | 2’, 44’ Granitza |

| Arbitro: | Kollmann |

|                                                   |           |                              |
| Martin 32’ Granitza 34’, 83’ Schauß 54’ Spohr 77’ | Marcatori | 22’, 75’ Ohlicher 69’ Hoeneß |

| Arbitro: | Kettenbach |

|                   |           |              |
| Magath 79’ (rig.) | Marcatori | 28’ Granitza |

| Arbitro: | Nützel |

|                                   |           |            |
| Werthmüller 11’ Martin 28’ (rig.) | Marcatori | 8’ Tretter |

| Arbitro: | Kammann |

|           |           |            |
| Laube 78’ | Marcatori | 26’ Martin |

| Arbitro: | Stumpf |

|                                    |           |                       |
| Kremer 12’ Schauß 17’ Granitza 74’ | Marcatori | 35’ Metzler 42’ Klein |

| Arbitro: | Ulm |

|            |           |                         |
| Falter 50’ | Marcatori | 37’ Martin 88’ Granitza |

| Arbitro: | Dahler |

|                                                |           |                                            |
| Warken 1’ Granitza 24’ (rig.), 73’ Schmitt 80’ | Marcatori | 18’ Haller 45’, 57’ Obermeier 75’ Hoffmann |

| Arbitro: | Stumpf |

|                                             |           |                   |
| Bopp 14’ Hohenwarter 18’ März 46’ Klier 83’ | Marcatori | 16’, 65’ Granitza |

| Arbitro: | Antz |

|                           |           |                          |
| Schauß 38’, 76’ Spohr 68’ | Marcatori | 15’ Sterz 56’, 58’ Brand |

### Coppa di Germania
| Arbitro: | Nickel |

|                                                                  |           |                |
| Granitza 24’ (rig.), 81’ (rig.) Weber 28’ Warken 44’ Schmitt 74’ | Marcatori | 77’ Weißberger |

| Arbitro: | Wohlfarth |

|          |           |                           |
| Bold 55’ | Marcatori | 69’ Martin 82’ Scheermann |

| Arbitro: | Blum |

|                                           |           |              |
| Spohr 11’, 38’ Schmitt 27’ Schuchmann 59’ | Marcatori | 37’ Gerhards |

| Arbitro: | Walther |

|              |           |  |
| Granitza 59’ | Marcatori |  |

| Arbitro: | Hilker |

|          |           |                      |
| Horr 27’ | Marcatori | 9’ (aut.) Hermandung |

| Arbitro: | Messmer |

|            |           |                          |
| Schauß 59’ | Marcatori | 28’ Brück 87’ Diefenbach |

## Statistiche

### Statistiche di squadra
| Competizione      | Punti | In casa | In casa | In casa | In casa | In casa | In casa | In trasferta | In trasferta | In trasferta | In trasferta | In trasferta | In trasferta | Totale | Totale | Totale | Totale | Totale | Totale | DR  |
| Competizione      | Punti | G       | V       | N       | P       | Gf      | Gs      | G            | V            | N            | P            | Gf           | Gs           | G      | V      | N      | P      | Gf     | Gs     | DR  |
| ----------------- | ----- | ------- | ------- | ------- | ------- | ------- | ------- | ------------ | ------------ | ------------ | ------------ | ------------ | ------------ | ------ | ------ | ------ | ------ | ------ | ------ | --- |
| 2. Bundesliga     | 45    | 19      | 12      | 5       | 2       | 43      | 26      | 19           | 6            | 4            | 9            | 29           | 39           | 38     | 18     | 9      | 11     | 72     | 65     | +7  |
| Coppa di Germania | -     | 4       | 3       | 0       | 1       | 11      | 4       | 2            | 1            | 1            | 0            | 3            | 2            | 6      | 4      | 1      | 1      | 14     | 6      | +8  |
| Totale            | 45    | 23      | 15      | 5       | 3       | 54      | 30      | 21           | 7            | 5            | 9            | 32           | 41           | 44     | 22     | 10     | 12     | 86     | 71     | +15 |

### Andamento in campionato
| Giornata  | 1 | 2 | 3 | 4 | 5 | 6 | 7 | 8 | 9 | 10 | 11 | 12 | 13 | 14 | 15 | 16 | 17 | 18 | 19 | 20 | 21 | 22 | 23 | 24 | 25 | 26 | 27 | 28 | 29 | 30 | 31 | 32 | 33 | 34 | 35 | 36 | 37 | 38 |
| --------- | - | - | - | - | - | - | - | - | - | -- | -- | -- | -- | -- | -- | -- | -- | -- | -- | -- | -- | -- | -- | -- | -- | -- | -- | -- | -- | -- | -- | -- | -- | -- | -- | -- | -- | -- |
| Luogo     | C | T | T | C | T | C | T | C | T | C  | T  | C  | T  | C  | T  | C  | T  | C  | T  | T  | C  | C  | T  | C  | T  | C  | T  | C  | T  | C  | T  | C  | T  | C  | T  | C  | T  | C  |
| Risultato | V | V | P | V | V | V | V | V | P | V  | N  | N  | P  | N  | V  | N  | P  | P  | P  | P  | V  | P  | P  | V  | P  | V  | V  | V  | N  | V  | N  | V  | N  | V  | V  | N  | P  | N  |
| Posizione | 4 | 4 | 7 | 4 | 3 | 1 | 1 | 1 | 3 | 2  | 2  | 2  | 3  | 3  | 3  | 3  | 6  | 7  | 8  | 9  | 8  | 9  | 10 | 7  | 9  | 6  | 6  | 6  | 6  | 6  | 6  | 6  | 6  | 6  | 6  | 6  | 6  | 6  |

Legenda:

Luogo: C = Casa; T = Trasferta. Risultato: V = Vittoria; N = Pareggio; P = Sconfitta.

### Statistiche dei giocatori
| Giocatore      | 2. Bundesliga | 2. Bundesliga | 2. Bundesliga | 2. Bundesliga | Coppa di Germania | Coppa di Germania | Coppa di Germania | Coppa di Germania | Totale   | Totale | Totale      | Totale     |
| Giocatore      | Presenze      | Reti          | Ammonizioni   | Espulsioni    | Presenze          | Reti              | Ammonizioni       | Espulsioni        | Presenze | Reti   | Ammonizioni | Espulsioni |
| -------------- | ------------- | ------------- | ------------- | ------------- | ----------------- | ----------------- | ----------------- | ----------------- | -------- | ------ | ----------- | ---------- |
| K. Bedomsky    | 2             | 0             | 0             | 0             | 0                 | 0                 | 0                 | 0                 | 2        | 0      | 0           | 0          |
| W. Getrost     | 1             | 0             | 0             | 0             | 0                 | 0                 | 0                 | 0                 | 1        | 0      | 0           | 0          |
| K. Granitza    | 38            | 29            | 0             | 0             | 6                 | 3                 | 1                 | 0                 | 44       | 32     | 1           | 0          |
| K. Hommrich    | 33            | 2             | 2             | 0             | 4                 | 0                 | 1                 | 0                 | 37       | 2      | 3           | 0          |
| J. Janz        | 37            | 1             | 5             | 0             | 6                 | 0                 | 0                 | 0                 | 43       | 1      | 5           | 0          |
| H. Kremer      | 28            | 1             | 6             | 0             | 4                 | 0                 | 0                 | 0                 | 32       | 1      | 6           | 0          |
| R. Latz        | 27            | 1             | 0             | 0             | 3                 | 0                 | 0                 | 0                 | 30       | 1      | 0           | 0          |
| W. Martin      | 38            | 6             | 8             | 0             | 6                 | 1                 | 2                 | 0                 | 44       | 7      | 10          | 0          |
| M. Ossadnik    | 1             | 0             | 0             | 0             | 0                 | 0                 | 0                 | 0                 | 1        | 0      | 0           | 0          |
| G. Paulus      | 29            | 1             | 2             | 0             | 5                 | 0                 | 0                 | 0                 | 34       | 1      | 2           | 0          |
| P. Piroth      | 17            | 1             | 0             | 0             | 1                 | 0                 | 0                 | 0                 | 18       | 1      | 0           | 0          |
| H. Schauß      | 22            | 8             | 0             | 0             | 4                 | 1                 | 0                 | 0                 | 26       | 9      | 0           | 0          |
| P. Scheermann  | 34            | 1             | 1             | 1             | 6                 | 1                 | 0                 | 0                 | 40       | 2      | 1           | 1          |
| R. Schmitt     | 22            | 3             | 0             | 0             | 3                 | 2                 | 0                 | 0                 | 25       | 5      | 0           | 0          |
| H. Schuchmann  | 6             | 0             | 0             | 0             | 1                 | 1                 | 0                 | 0                 | 7        | 1      | 0           | 0          |
| W. Spohr       | 37            | 10            | 7             | 0             | 6                 | 2                 | 0                 | 0                 | 43       | 12     | 7           | 0          |
| J. Stars       | 36            | 0             | 0             | 0             | 6                 | 0                 | 0                 | 0                 | 42       | 0      | 0           | 0          |
| R. Theobald    | 11            | 1             | 0             | 0             | 0                 | 0                 | 0                 | 0                 | 11       | 1      | 0           | 0          |
| G. Warken      | 32            | 5             | 2             | 0             | 4                 | 1                 | 0                 | 0                 | 36       | 6      | 2           | 0          |
| G. Weber       | 8             | 0             | 0             | 0             | 3                 | 1                 | 0                 | 0                 | 11       | 1      | 0           | 0          |
| G. Werthmüller | 15            | 2             | 1             | 0             | 5                 | 0                 | 0                 | 0                 | 20       | 2      | 1           | 0          |